# ألميرا هارت لينكولن فلبس
ألميرا هارت لينكولن فلبس (بالإنجليزية: Almira Hart Lincoln Phelps)‏ هي عالمة نبات أمريكية، ولدت في 15 يوليو 1793 في Berlin, Connecticut ‏ في الولايات المتحدة، وتوفيت في 15 يوليو 1884 في بالتيمور في الولايات المتحدة.

## وصلات خارجية
- ألميرا هارت لينكولن فلبس على موقع الموسوعة البريطانية (الإنجليزية)